# Língua xossa
Xossa, xhosa ou cosa (em xhosa: isiXhosa, isikǁʰɔ́ːsa) é uma língua banta angune e um dos  idiomas oficiais da África do Sul. Também é um dos idiomas oficiais do Zimbábue, embora não seja muito falado naquele país.  É falado como língua materna por 8,2 milhões de pessoas e por 11 milhões como segunda língua, na África do Sul, principalmente na Província do Cabo Oriental; no total, incluindo-se outros países, o número de falantes chega a 19,2 milhões de pessoas. Assim como os outros idiomas bantu, o xossa é uma língua tonal; a mesma sequência de consoantes e vogais pode ter significados diferentes, dependendo de sua entonação. O xossa tem dois tons: alto e baixo.
O xossa é escrito com o alfabeto latino. Possui algumas consoantes que têm o som de cliques; três letras são usadas para indicar estes fonemas: c para os cliques dentais, x para os cliques laterais e q para os cliques pós-alveolares. Os tons normalmente não são indicados na escrita.

## Dialetos
Estudiosos ainda discutem acerca das divisões entre os dialetos xossas, porém, os mesmos podem ser listados conforme segue:
- Ngqika (Nqqika ou Gaica) – tido como Padrão.
- Gcaleka
- Ndlambe
- Thembu
- Bomvana
- Mpondomse
- Mpondo
- Xesibe
- Rharhabe
- Bhaca
- Cele
- Mfengu
- Hlubi- Há dúvidas se esse dialeto vem do xossa, do zulu ou se é independente

## Geografia
O xossa, a segunda língua africana mais falada na África do Sul, é a mais distribuída geograficamente (a primeira em população é o Zulu). A maioria dos falantes (cerca de 6 milhões) está em Eastern Cape, seguidos pelos de Western Cape (1 milhão), Gautengue (700 mil), Estado Livre Orange (300 mil), KwaZulu-Natal (250 mil), Noroeste (230 mil), Mpumalanga (50 mil), Northern Cape (55 mil), Limpopo (15 mil) e uma minoria em Lesotho - Quthing (20 mil).

## História
Os xossas, grupo étnico da Africa do Sudoeste, ali vivem desde o século XVI e chamam seu idioma de isixhosa, sendo “isi” um prefixos que marcas as linguagens. 15% do vocabulário tem origem na língua dos Cóis, o que explica a presença de cliques, típicos das línguas coissãs. Mais recentemente, palavras de origem inglesa e africânder foram integradas.
Há registro de uma gramática escrita em 1834, o que teria iniciado o uso do alfabeto latino e definido as normas da língua. O inglês Henry Hare Dugmore traduziu a Bíblia par a o xossa em 1859, consolidando o uso do alfabeto Latino. Passou a ser ensinada nas escolas a partir da introdução da Lei sobre a Educação dos Bantus de 1953.

### Atualidade
Atualmente o xossa é a principal língua de instrução nas escolas primárias e secundárias onde os xossas são a maioria. A nível universitário, o inglês — e em menor escala o africânder — são as línguas de instrução, embora o xossa seja ensinado como matéria curricular em algumas universidades.
Há jornais, revistas, poesia, prosa publicados em xossa. A emissora nacional da África do Sul tem programas de rádio (Umhlobo Wenene FM) e televisão em xossa. Existem também filmes, música e peças teatrais.

## Características linguísticas
O xossa é um lingual tonal, como a maior parte dos idiomas Bantu, os mesmos conjuntos de consoantes mais vogais podem ser usados com significados diferentes se pronunciados em Tons Altos, Baixos, crescentes ou decrescentes.
Sua característica mais marcante é o uso de cliques nas consoantes. O próprio nome da língua, xossa, se inicia por consoante com clique.
O idioma tem características aglutinativas com muitos prefixos e sufixos apostos às palavras raiz.

### Substantivos
Como em outras línguas bantu, os substantivos são classificados em quinze classes morfológicas com prefixos diferenciando singular e plural. As classes podem indicar Pessoas, Animais, Plantas, Objetos de Várias formas, etc. Não há uma exata definição da abrangência de cada classe.
Várias partes dos afixos que marcam os substantivos também variam com o gênero. O plural (por prefixo) depende da classe. Ex.:
- umntu "pessoa" tem plural abantu
- umama "mãe" tem plural oomama

Adjetivos, pronomes possessivos e demonstrativos vem sempre depois do substantivo, concordando em classe e número. Não há artigos.

### Verbos
Os verbos são modificados por afixos (sufixos e prefixos) para marcar sujeito, objeto, tempo, aspecto, modo, com tudo numa sentença concordando em classe, número e gênero. Sufixos indicam as formas derivas passiva, causativa, recíproca e preposicional.
As sentenças são V-O, ficando o sujeito agregado ao verbo.

### Exemplos
- ukudlala - brincar
- ukubona - ver
- umntwana - criança
- abantwana - crianças
- umntwana uyadlala – a criança brinca
- abantwana bayadlala – as crianças brincam
- indoda - homem
- amadoda - homens
- indoda iyambona umntwana – o homem vê a criança
- amadoda ayababona abantwana – os homens vêem as crianças
- Zonke zinto ezilungile zivela kuThixo – Todas as coisas boas vêm de Deus

## Alfabeto
O xossa utiliza o alfabeto latino desde o século XIX. Três letras são usadas para indicar os cliques básicos: “C” para os cliques Dentais, “X” para os Laterais, “Q” para os Alveolares. Os tons não são indicados graficamente.

### Vogais
As vogais são cinco – A, E, I, O, U, sendo que E e O apresentam pronúncias particulares. Todas podem ter Tom Alto ou Baixo em vogais Curtas ou Longas. Essas características geralmente não são representadas graficamente. Quando o são, apresentam-se assim:
- [à], á [á], â [áà], ä [àá].

### Consoantes
O xossa tem muitas consoantes raras e únicas. Tem sons pulmônicos egressivos, ejetivos , implosivos e apresenta 15 diferentes cliques (outras línguas com cliques: Ju'hoan falada por 10 mil pessoas em  Botswana e Namíbia tem 48 cliques; Xóõ falada por 4 mil pessoas em Botswana tem a maior quantidade de cliques dentre as línguas conhecidas – 83). Zulu também é assim, mas utiliza os cliques com menos frequência.
Os cliques são:
- cinco dentais — repres, “C”, são feitos com a lingual atrás dos dentes, algo com o tsk, tsk, do português.
- cinco laterais — repres. “X”, são feitos com a língua nas bochechas internamente, algo como o que se usa para chamar cavalos.
- cinco alveolares — repress. “Q”, são feitos com a ponta da lingual no céu da boca; assemelham-se a uma rolha tirada de uma garrafa.

As consoantes com cliques  do tipo "respiratórias sonoras”, plosivas e fricativas são sempre a plena voz, mas a vogal seguinte é murmurada.
Há consoantes adicionais usadas para palavras vindas de outras línguas: dois tipos de R, dois tipos de Zh, dois tipos de Dz, um Ngh, um Tsh e um H para essa transliteração.
São 20 as Consoantes (inclui Y), há 15 conjuntos de duas consoantes, 4 de três consoantes, 1 de quatro consoantes. O N é a consoante que mais se combina com outras. Há o diacrítico “horn” (apóstrofo) no conjunto ng’.
As consoantes C, X, Q não aparecem isoladas com as vogais, sempre indicam cliques.

#### Consoantes com pré-nasalização
As consoantes pre-nasalizadas apresentam mudanças de pronúncia e formação. Os murmúrios não são transferidos para a vogal seguinte. As fricativas tornam-se não fricativas e, se forem fracas (mudas), tornam-se ejetivas. Para boa parte dos falantes xossas temos: *mf é pronunciada como [?p?f’];
- ndl é pronunciada como[nd?];
- n+hl fca ntl [nt?'];
- n+z ica ndz [ndz], etc.
- o B ortográfico de “mb” fica plosivo forte;

Nos cliques mudos e pré-nasalizados - c, x, q – adiciona-se um K silencioso (mudo) – nkc, nkx, nkq – para diferenciar dos cliques nasais nc, nx, nq.

## Amostra de textos

### Hino
O coro a seguir, Nkosi Sikelel' iAfrika, é parte do Hino da África do Sul, também dos Hinos de Tanzânia e Zâmbia, e dos antigos Hinos do Zimbábue e da Namíbia. Foi escrito em xossa por Sontonga em 1897.
Nkosi, sikelel' iAfrika; Malupakam'upondo lwayo; Yiva imithandazo yethu Usisikelele.
Senhor, abençoai a África; Possa seu Chifre se erguer mais; Ouvi nossas preces, abençoai-nos.

### Direitos Humanos
Artigo 1 – Declaração Universal dos Direitos Humanos:
Bonke abantu bazalwa bekhululekile belingana ngesidima nangokweemfanelo. Bonke abantu banesiphiwo sesazela nesizathu sokwenza isenzo ongathanda ukuba senziwe kumzalwane wakho.
Todos seres humanos nascem livres e iguais em dignidade e direitos. Eles são providos de razão e consciência e devem agir uns em relação aos outros num espírito de companheirismo.

### Canção
Miriam Makeba — Canção Qongqothwane — Canção dos Cliques (o bate-bate do besouro), muito tocada em festas de casamento. Apresenta muitos sons cliques palatais:
Igqira lendlela nguqongqothwane
Igqira lendlela kuthwa nguqongqothwane
Seleqabele gqithapha bathi nguqongqothwane
Seleqabele gqithapha bathi nguqongqothwane.
O oráculo das rodovias é o Besouro bate-bate
O oráculo das rodovias, diz-se, é o Besouro bate-bate
Ele ultrapassou a colina íngreme, o Besouro bate-bate
Ele ultrapassou a colina íngreme, o Besouro bate-bate

### Palavras e frases usuais
- Molo – Olá (para uma pessoa), Molweni - Olá (para mais de uma pessoa),
- Unjani? – Como vai? Ninjani? – Como vão?
- Ndiphilile – Eu vou bem;  Siphilile – Nós vamos bem
- Vula iincwadi zakho – Abra seu livro; Vulani iincwadi zenu – Abram seus livros.
- Ngubani igama lakho? - Qual o seu nome?
- Unangaphi? – Qual é sua idade?
- Malini na? -  Quanto custa isso?
- Yintoni le? – O que é isso?
- Ngubani xesha? – Que horas são?
- Enkosi – Obrigado ; Uxolo – Desculpe-me; Ngxesi - Perdão
- Nceda – Por favor ; Andiqondi/Andikuva – Não entendo
- Ndingakwenzela ntoni? – O que posso fazer por você?
- Andiyazi – Não sei ; Ndilahlekile – Estou perdido
- Ndithetha isiXhosa kancinci nje – Só falo um pouquinho de xossa
- Kuyabanda ngaphandle! – Está frio lá fora!
- Intwasahlobo ifikile – A primavera chegou
- Ndiyagoduka ngoku – Estou indo para casa agora
- Ndihamba ngebhasi – Eu vou de ônibus

## Papel na sociedade moderna
O papel das línguas indígenas na África do Sul é complexo e ambíguo. Seu uso na educação foi regido por legislação, começando com a Lei de Educação Bantu de 1953. 
Atualmente, o xossa é usado como a principal língua de instrução em muitas escolas primárias e algumas escolas secundárias, mas é amplamente substituído pelo inglês após as primeiras séries do ensino fundamental, mesmo em escolas que atendem principalmente às comunidades de língua xossa. A língua também é estudada como matéria.
A língua de instrução nas universidades da África do Sul é o inglês ou africâner, e o xossa é ensinado como disciplina, tanto para falantes nativos como não nativos.
Obras literárias, incluindo prosa e poesia, estão disponíveis em xossa, assim como jornais e revistas. A South African Broadcasting Corporation transmite em xossa no rádio (na Umhlobo Wenene FM) e na televisão, e filmes, peças de teatro e música também são produzidos nesse idioma. A artista mais conhecida de canções xossas fora da África do Sul foi Miriam Makeba, cujas  canções Click Song # 1 (xossa Qongqothwane) e "Click Song # 2" (Baxabene Ooxam) são conhecidas por seu grande número de sons de clique.
Em 1996 , a taxa de alfabetização de falantes de xossa de primeira língua foi estimada em 50%.

### Hino
Nkosi Sikelel 'iAfrika faz parte do hino nacional da África do Sul, do hino nacional da Tanzânia e da Zâmbia e do antigo hino do Zimbábue e da Namíbia. É um hino metodista escrito em xossa por Enoch Sontonga em 1897. A estrofe original era:
Nkosi, sikelel' iAfrika;
Maluphakamis' uphondo lwayo;
Yiva imithandazo yethu
Nkosi sikelela, thina lusapho lwayo.
Senhor, abençoe a África;
Que seu chifre se eleve;
Ouça as nossas orações
Senhor, abençoe-nos, sua família.
Estrofes adicionais foram escritas posteriormente por Sontonga e outros escritores, com o verso original traduzido para o sotho e o africânder, bem como para o inglês.

### Na Cultura popular
Nos filmes do Universo Cinematográfico Marvel, Capitão América: Guerra Civil e Pantera Negra, a língua falada na fictícia nação africana de Wakanda é o xossa. Isso aconteceu porque o ator sul-africano John Kani, natural da província do Cabo Oriental que interpreta o rei Wakandano T'Chaka, é xossa e sugeriu que os diretores de Guerra Civil que incorporassem um diálogo na língua. Para Pantera Negra, o diretor Ryan Coogler "queria priorizar o uso de xossa o máximo possível" no roteiro e forneceu treinadores de dialeto para os atores do filme.